# I giochi dei grandi
I giochi dei grandi (We Don't Live Here Anymore) è un film del 2004 diretto da John Curran.
Pellicola indipendente, basata su due brevi racconti (We Don't Live Here Anymore e Adultery) di Andre Dubus.
Il film premiato per la sceneggiatura al Sundance Film Festival, racconta i delicati rapporti di due coppie con figli, all'apparenza felici, che combattono le loro frustrazioni e insoddisfazioni con l'adulterio, "scambiandosi" i rispettivi partner.

## Trama
Jack Linden e Hank Evans sono due amici che insegnano letteratura all'università locale. Una sera Jack e sua moglie Terry ospitano Hank e sua moglie Edith per una cena. Jack ed Edith lasciano la festa per prendere della birra e si scopre che hanno una relazione. Quando Jack torna, un Terry ubriaco accusa Jack di avere una relazione con Edith e afferma che la corsa alla birra era solo una copertura. Jack nega con rabbia qualsiasi infedeltà, ma Terry lo butta fuori di casa. La mattina dopo, Terry si scusa per il suo comportamento e dice che smetterà di bere. I due bambini della coppia, Sean e Natasha, dicono di aver sentito i loro genitori litigare, ma Jack dice loro che tutti gli adulti litigano di tanto in tanto.
Jack ed Edith continuano la loro relazione, incontrandosi nei boschi e nei motel. Terry sospetta che il marito la tradisca ancora, ma non sospetta che lo faccia con Edith. Durante le assenze di Edith, Hank cerca di riprendere a lavorare su un romanzo dopo aver ricevuto molti rifiuti dagli editori. Un giorno, Jack e Hank si incontrano in un bar dove parlano dei loro matrimoni. Hank confessa di provare ancora dei sentimenti per una donna con cui si frequentava prima di sposare Edith e spera di imbattersi nuovamente un giorno in lei. Jack gli chiede perché è ancora sposato con Edith se ama un'altra donna, ma Hank sorride all'idea di andarsene, ragionando sul fatto che le persone dovrebbero avere almeno una relazione extraconiugale.
Il matrimonio di Terry e Jack subisce ulteriori tensioni, tanto che per alleviare il suo senso di colpa, Jack insinua che sua moglie stessa stia avendo una relazione con Hank. Terry ammette che la notte in cui lui ed Edith sono usciti per andare a prendere la birra, Hank le ha confessato ubriaco che non ama sua moglie, prima di tentare di baciarla. Terry dice che non ha ricambiato e che non avrebbe mai tradito la sua migliore amica Edith in quel modo, ma Jack continua a farla sentire in colpa. Un giorno, Terry sta camminando per il centro quando vede Hank prendere il gelato con sua figlia Sharon. Anche se Hank dice che sta celebrando la pubblicazione della sua poesia su The New Yorker, non sembra felice e Terry cerca di rallegrarlo per il suo successo. Hank le chiede di non dire a Jack delle notizie di pubblicazione prima che lo faccia lui.
Hank e Terry intraprendono una relazione propria. Jack sorprende Terry che torna a casa una notte e lei ammette di essere stata con Hank. Accusa Jack di aver architettato tutto e di averla spinta verso di lui. A una festa per celebrare la pubblicazione di Hank, Hank e Terry se ne vanno insieme, cosa notata da Edith e Jack. Tornato a casa Linden, le cose si ribaltano tra Jack e Terry e, dopo un litigio, confessa di essere innamorato di Edith. Un Terry devastato chiede a Jack quando se ne andrà, e lui dice che non lo sa ancora.
Terry passa tutta la notte a pulire invece di andare a letto. La mattina seguente, i bambini salutano Jack a letto ed esprimono le loro paure per un eventuale divorzio. Porta i bambini in bicicletta nei boschi mentre Terry rimane dietro per fare le valigie di Jack. Quando Jack torna a casa e vede la sua valigia pronta, crolla ed esprime a Terry che non vuole andarsene. Lui e Terry decidono di lavorare sul loro matrimonio e riconciliarsi.
Quella notte, Terry dice a Jack che Edith sta pensando di raccontare ad Hank della loro relazione, se non l'ha già fatto. Jack va a casa di Hank per parlare con la coppia, ma Hank, che non sembra essere arrabbiato, esce dalla conversazione con la scusa di andare al cinema. Jack affronta Hank e si rende conto che il suo amico era a conoscenza della relazione per tutto il tempo, da qui il suo atteggiamento disinvolto. Jack torna in casa e lui ed Edith si abbracciano per l'ultima volta prima di andarsene. Quando Hank torna a casa, Edith gli dice che lei e Sharon staranno a casa di sua madre per un po'. Quando Hank chiede perché, visto che ha già perdonato la sua relazione, lei dice che se ne va perché adesso può.

## Produzione
Il titolo originale del film (in italiano Noi non abitiamo più qui) richiama al titolo originale del film Alice non abita più qui, in cui ha recitato Diane Ladd, madre della Dern, e la Dern stessa in un piccolo ruolo.
I due racconti di Andre Dubus da cui è tratto il film sono pubblicati in italiano nella raccolta Non abitiamo più qui, pubblicata dall'editore Mattioli 1885 nel 2009, ISBN 978-88-6261-085-8